# Micro-ARN 122

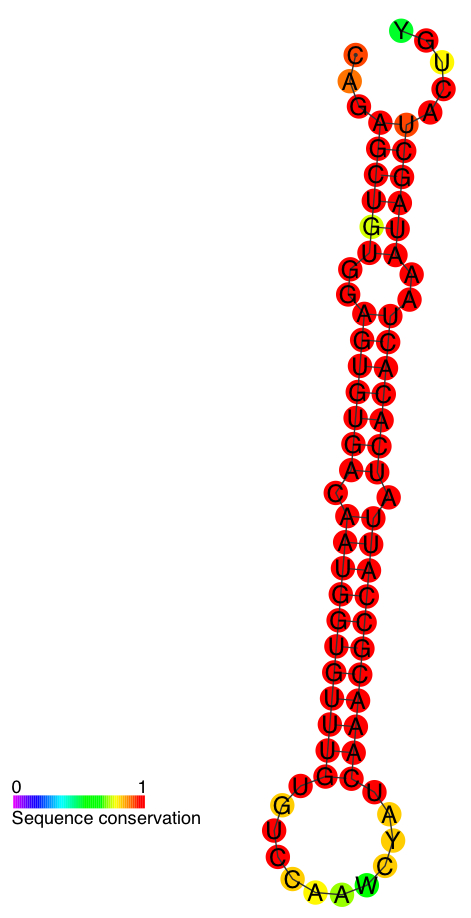
microARN 122

Le microARN 122 (miR-122 dans la terminologie anglophone) est un micro-ARN essentiellement synthétisé par le foie. 

## Séquence
Chez l'humain, le brin mature majoritairement incorporé au complexe RISC est localisé en 5' du duplex miARN/miARN*. 
Sa séquence est la suivante :
5'- uggagugugacaaugguguuug -3'

## Rôles
Alors que les miARNs sont connus pour leur rôle inhibiteur de la traduction, miR-122 favoriserait la traduction de l'ARN du virus de l'hépatite C. 
Une autre particularité de miR-122 est qu'il interagirait avec la région 5'UTR du virus de l'hépatite C, et non pas avec la région 3'UTR comme c'est majoritairement le cas pour les ARNm ; ce faisant, il stimulerait la traduction en favorisant le recrutement des ribosomes sur l'ARN viral dans les phases précoces de l'initiation de la traduction.
Il a été suggéré par la suite que miR-122 agirait en protégeant l'extrémité 5' du virus de la dégradation ou en l’empêchant d'induire la réponse immunitaire innée.

## Cible thérapeutique
Le Miravirsen (en) est un ADN antisens modifié (acide nucléique bloqué) séquestrant miR-122 sous la forme d'un hétéroduplex ADN/miARN stable. Les premiers essais chez l'être humain montrent une réduction du taux d'ARN viral circulant chez 36 patients souffrant d'un infection chronique par le virus de l'hépatite C. De plus, les patients ne présentent pas de signes de résistance virale.